# Priscila Senna
Priscila da Silva Sena (Olinda, 13 de novembro de 1990), mais conhecida pelo seu nome artístico Priscila Senna, é uma cantora e compositora brasileira. Ficou conhecida nacionalmente por integrar na banda Musa, na qual foi vocalista. Sua popularidade e público em massa está concentrado na Região Nordeste do país. Durante sua carreira, ela foi integrante da banda Musa, onde permaneceu por pelo menos 13 anos e decidiu seguir carreira solo em 2012.

## Carreira
Nascida em Olinda, começou sua carreira aos 18 anos como cantora da banda Mystura do Calypso, depois denominada Banda Musa e seguiu carreira solo. Seu gênero varia entre brega pop, forró, bachata e o sertanejo.
Entre seus maiores sucessos estão músicas como “Novo Namorado”, "Sorte", "Mexeu Comigo" com Márcia Fellipe, "Alvejante" com Zé Vaqueiro, "Cachorro combina com Cadela" com Naiara Azevedo, "Rei das Mentiras", entre outros.
Suas principais influências são Walkyria Santos, ex-integrante da banda Magníficos, a Silvania do Calcinha Preta, Angela Espíndola ex-integrante da banda Limão com Mel e a Joelma, ex-integrante do Calypso.
Em 2019, o show da “Musa” foi eleito o melhor da 29ª edição do Festival de Inverno de Garanhuns, desbancou o favoritismo de atrações como Maria Rita, Alcione, Barão Vermelho, Elba Ramalho, Roberta Miranda, Otto, Zélia Duncan, Fafá de Belém, entre outros artistas e conjuntos veteranos.
Atualmente, tem sua carreira gerenciada pela RME Produções.
Em 2020, cantou na abertura do Carnaval de Recife no Palco do Marco Zero, juntando mais de 400 mil pessoas, sendo a primeira cantora do gênero brega a pisar no palco de um dos maiores carnavais do Brasil.
Priscila Senna foi eleita pela votação popular como o melhor show do São João de Caruaru de 2025, em um ranking divulgado em julho daquele ano, que reuniu mais de 17 mil votos.  Inicialmente fora da programação, Priscila Senna foi confirmada após uma forte mobilização dos fãs nas redes sociais, levando a Prefeitura de Caruaru a oficializar sua participação por chamada de vídeo com o prefeito. 
A apresentação ocorreu no dia 23 de junho, véspera de São João, no Pátio de Eventos Luiz Gonzaga, atraindo um público estimado em mais de 100 mil pessoas — o maior já registrado na data. Priscila iniciou o show com o projeto “TBT da Musa”, relembrando seus maiores sucessos, seguiu com o bloco “Bar da Priscila Senna” e encerrou com muito forró e vaquejada, marcando uma das performances mais emblemáticas da história recente do São João de Caruaru.  
A cantora encerrou sua turnê junina com looks que viraram notícia: segundo a coluna de moda do site Léo Dias, Priscila resgatou elementos do “Sertão Encantado” com figurinos refinados, repletos de símbolos regionais como o vestido inspirado no milho e peças em xadrez repaginado. A repercussão foi tanta que as redes registraram: “Isso é musa!”, elogiando sua performance visual e estética inédita no São João.  
Além disso, ela recebeu o prestigiado Troféu Danado de Bom, conquistado com mais de 79,5% (1,1 milhão) dos votos populares. Este prêmio consolidou o sucesso de seu show especialmente com o single “Nove da Manhã” elevando a cantora ao status de principal destaque do São João de 2025.  

## Biografia
Natural de Olinda, teve seu primeiro contato com a música através do seu tio que era bailarino de uma banda de Brega. Com 11 anos, foi levada para fazer teste como baking vocal na extinta banda sensação do brega na qual posteriormente tornou-se vocalista. Aos 16 anos, começou a ganhar espaço na mídia como vocalista da banda Mysstura do Calypso, onde cantou até 2008 e gravou sucessos como "Novo Namorado" assinada por Elvis Pires e posteriormente regravada por diversas bandas a nível nacional como Calcinha Preta e Aviões do Forró e "Ferida". Em 2009, Priscila decidiu apostar nela mesma e junto a Elvis Pires deram vida a banda Musa do Calypso com a música "Mais Que Amizade".

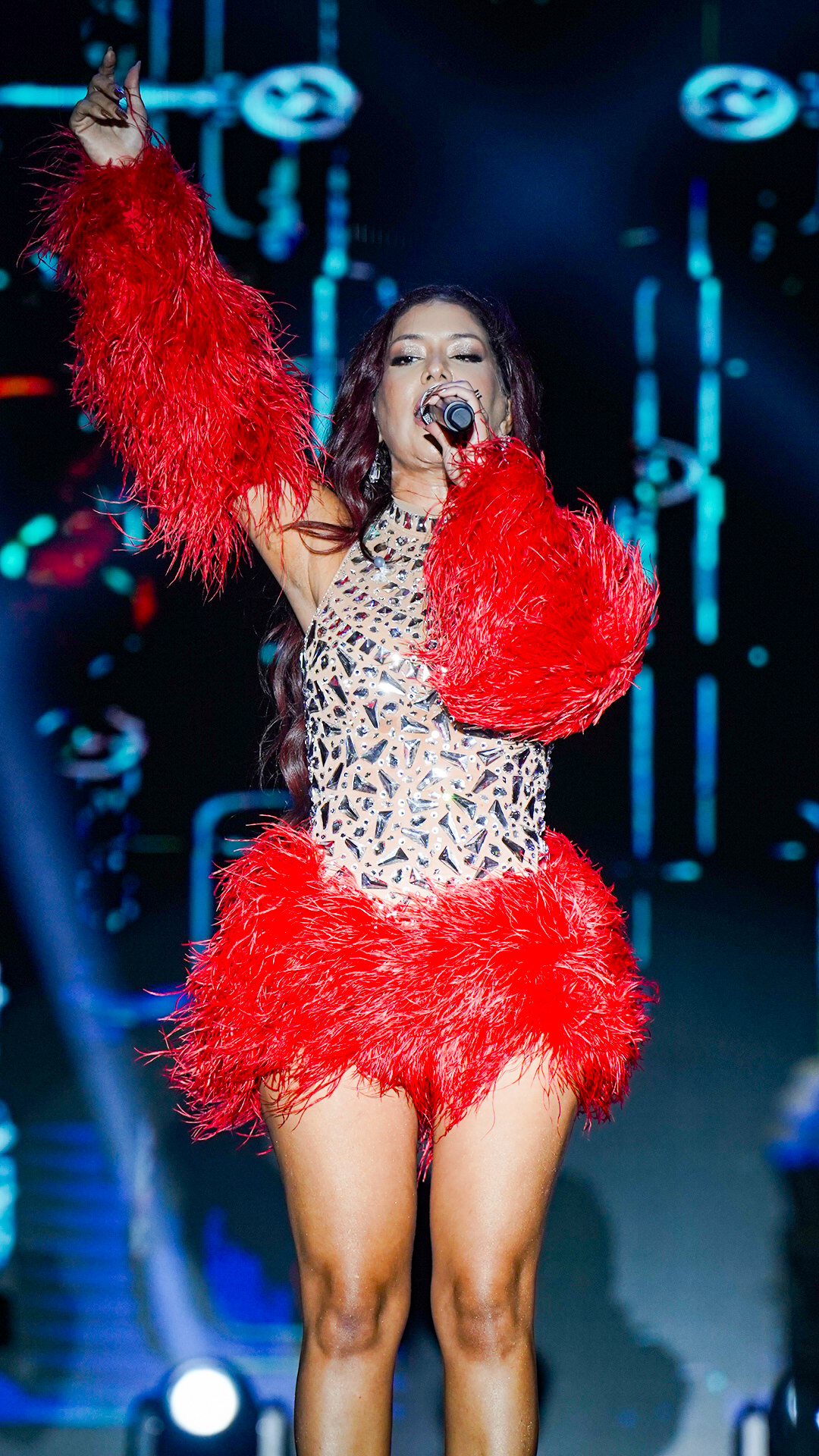
Carnaval de Olinda (2025)

Em Abril de 2012 gravou seu primeiro DVD ao lado de Allison Marx (com quem dividiu os vocais até 2017) intitulado "Ao Vivo Em Recife" para um público de 17 mil pessoas no Clube Português. No repertório, sucessos como "Podem Até Nos Separar", "Não Sabe", "A Loira e Morena" explodiram na boca do povo e tornou Priscila uma das artistas mais populares do estado. Dois anos depois (2014), gravou seu segundo CD intitulado "Volume 2" que mais tarde serviu de repertório para seu DVD Promocional gravado em Maio do mesmo ano na Festa do Trabalhador na Praia do Pina para um público de 150 mil pessoas, as queridinhas como "Eu Quero Atitude", "Se Livra Dela" e "Fiel" (gravada por Marília Mendonça em 2016) agitaram a multidão apaixonada.
Em Outubro de 2015 gravou seu segundo DVD oficial acústico intitulado "Amor de Fã" no Manny Deck Bar, o projeto contou com 18 músicas, sendo 7 músicas inéditas e participações especiais de Joelma na música "Amor de Fã", Márcia Fellipe em "Faz Uma Loucura Por Mim", Sheldon Férrer "Pensei Que Era Pra Sempre", Tayara Andreza (ex-banda Torpedo) em "Sorriso Amarelo" e Carla Alves (ex-banda Kitara) na faixa "As Voltas Que o Mundo Dá". Em Agosto de 2016 foi a vez do single "Tanta Gente Junta" invadir as rádios pernambucanas mantendo Priscila no topo das paradas. Dois anos mais tarde (2017) estourou novamente com os hits "B.O" e "Carrocinha de Pastel". Posteriormente em 2018, emplacou novamente com a inédita "Me Fez de Única". O DVD promocional "Ao Vivo Em Igarassu", lançado em Novembro de 2018 manteve Priscila em evidência no cenário musical, invadindo as capitais do Nordeste com os hits "Mexeu Comigo" e "Não Vou Mais Te Amar".
Em Março de 2019, chegava nas plataformas digitais o primeiro EP da carreira solo que trazia seu nome como destaque, intitulado "Priscila Senna A Musa" com arranjos que mesclaram ritmos como Bachata, Arrocha e Brega. Com 6 músicas inéditas, destaque para "Cachorro Combina Com Cadela" e "Rei das Mentiras" que conquistaram o público de todo o Brasil.

## Discografia

### Álbuns de estúdio
- A Musa, Volume 1 (2012)
- Volume 2, CD (2014)
- Amor de Fã, DVD (2015)
- Priscila Senna A Musa, EP (2019)
- Priscila Senna 10 Anos: Ao Vivo em Recife, DVD (2019)
- Reviravolta, EP (2020)
- Pisando No Forró, EP (2021)[26]
- Priscila em Cena (Ao Vivo no Classic Hall) (2022)[27]
- Bar da Priscila Senna, EP (2023)[28]

### Singles / Promocionais
- Alvejante[29] (participação de Zé Vaqueiro) (2021)
- Novo Namorado (2007/2009)
- Sorte (2012)
- Amor de Fã (2015)
- Mexeu Comigo (2018)
- Cachorro Combina Com Cadela (2019)
- Nojo (2020)
- Amante Sem Saber (2020)
- Sonho de Amor[30] (2022)[31]
- Na Rua[32] (2024) (EP)
- Espero Que Seja Feliz[33] (2024)
- Nove da Manhã (2025)
- Primeiro Erro (2025)